# Temet Natsagdorj
Temet Natsagdorj est un réalisateur mongol du début du XXe siècle.
Après une formation en Allemagne, il fut le premier mongol à réaliser un film en 1938 : le court-métrage en noir et blanc Le Chemin de Norjma (Norjmaaguyn Zam). Il s'agit d'un film de propagande, condamnant la médecine lamaïste et prônant la médecine moderne.